# Cleo Ridgely
Cleo Ridgely, née Freda Cleo Helwig, le 12 mai 1894 à New York aux États-Unis, morte le 18 août 1962 à Glendale (Californie) aux États-Unis, est une actrice américaine du cinéma muet et des premiers films sonores. Elle commence sa carrière cinématographique en 1911 et la poursuit sur quarante ans.

## Biographie
Cleo est la fille d'August Helwig et Catherine Emily Sommerkamp. Elle épouse dans un premier temps Jaudon M. Ridgely et divorce en décembre 1916. Elle se remarie avec le réalisateur, scénariste, acteur et producteur de cinéma, James W. Horne. De cette union naissent James Wesley Horne Jr. et June Jessamine Horne, des jumeaux, qui deviennent acteurs également.

## Filmographie
La filmographie de Cleo Ridgely, comprend les films suivants  :
- 1951 : Hollywood Story (en)
- 1948 : Tendresse (titre original : I Remember Mama)
- 1942 : Born to Sing
- 1938 : Juvenile Court
- 1937 : Une demoiselle en détresse (titre original : A Damsel in Distress)
- 1922 : Dangerous Pastime
- 1922 : La Bourrasque (The Beautiful and Damned) de William A. Seiter
- 1922 : The Forgotten Law (en)
- 1922 : The Sleepwalker (en)
- 1922 : The Law and the Woman (en)
- 1920 : Occasionally Yours
- 1916 : Jeanne d'Arc (titre original : Joan the Woman)
- 1916 : The Victoria Cross (en)
- 1916 : The Yellow Pawn (en)
- 1916 : The Victory of Conscience (en)
- 1916 : The House with the Golden Windows (en)
- 1916 : The Selfish Woman (en)
- 1916 : The Love Mask (en)
- 1915 : The Golden Chance
- 1915 : The Chorus Lady (en)
- 1915 : The Marriage of Kitty (en) de George Melford
- 1915 : The Secret Orchard (en)
- 1915 : The Puppet Crown (en) de George Melford
- 1915 : The Fighting Hope (en) de George Melford
- 1915 : Stolen Goods (en) de George Melford
- 1915 : Scotty Weed's Alibi
- 1915 : The Tattooed Hand
- 1915 : Mike Donegal's Escape
- 1915 : The Voice from the Taxi
- 1915 : The Thumb Prints on the Safe
- 1915 : The Writing on the Wall
- 1915 : The Diamond Broker
- 1915 : The Trap Door
- 1915 : Following a Clue
- 1915 : Jared Fairfax's Millions
- 1915 : Old Isaacson's Diamonds
- 1915 : The Mystery of the Tea Dansant
- 1915 : The Disappearance of Harry Warrington
- 1915 : The Apartment House Mystery
- 1915 : The Affair of the Deserted House
- 1915 : The Girl Detective
- 1915 : The Tragedy of Bear Mountain
- 1914 : The Fatal Opal
- 1914 : The Smugglers of Lone Isle
- 1914 : The Invisible Power
- 1914 : Micky Flynn's Escapade
- 1914 : The Potter and the Clay
- 1914 : The Primitive Instinct
- 1914 : The Bond Eternal
- 1914 : The Rajah's Vow
- 1914 : The Quicksands
- 1914 : The Barrier of Ignorance
- 1914 : The Spoilers
- 1914 : Captured by Mexicans
- 1912 : Leaves in the Storm (en)
- 1912 : Faraway Fields
- 1912 : The Troubadour's Triumph
- 1912 : The Greater Love
- 1912 : The Weight of a Feather
- 1912 : The Power of Thought
- 1912 : Beauty and the Beast
- 1912 : The Price of Money
- 1911 : The Return
- 1911 : Saints and Sinners
- 1911 : Git a Hoss!
- 1911 : The Gambler's Influence
- 1911 : His Exoneration
- 1911 : A Cowboy's Love
- 1911 : The Working Girl's Success

## Galerie

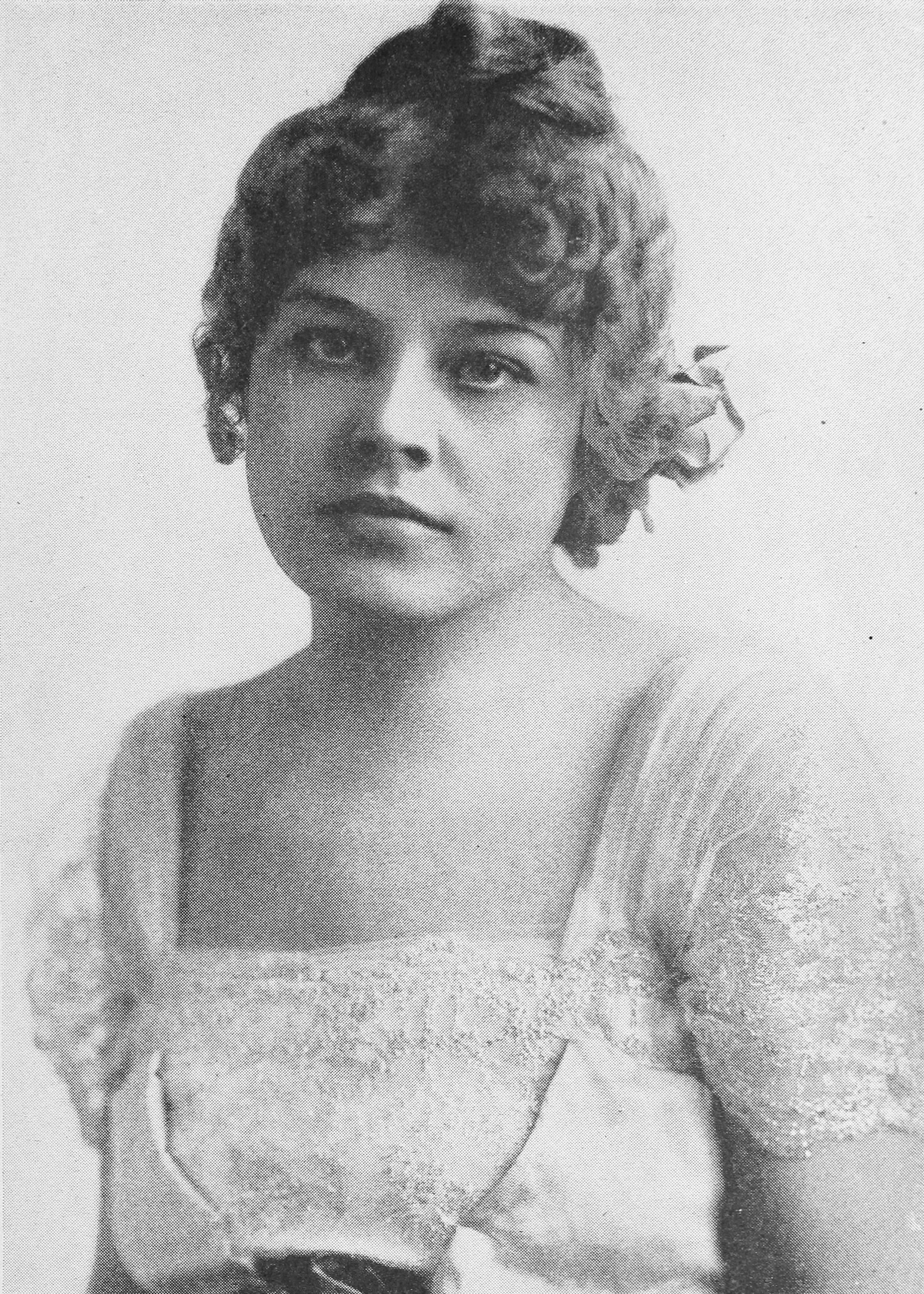
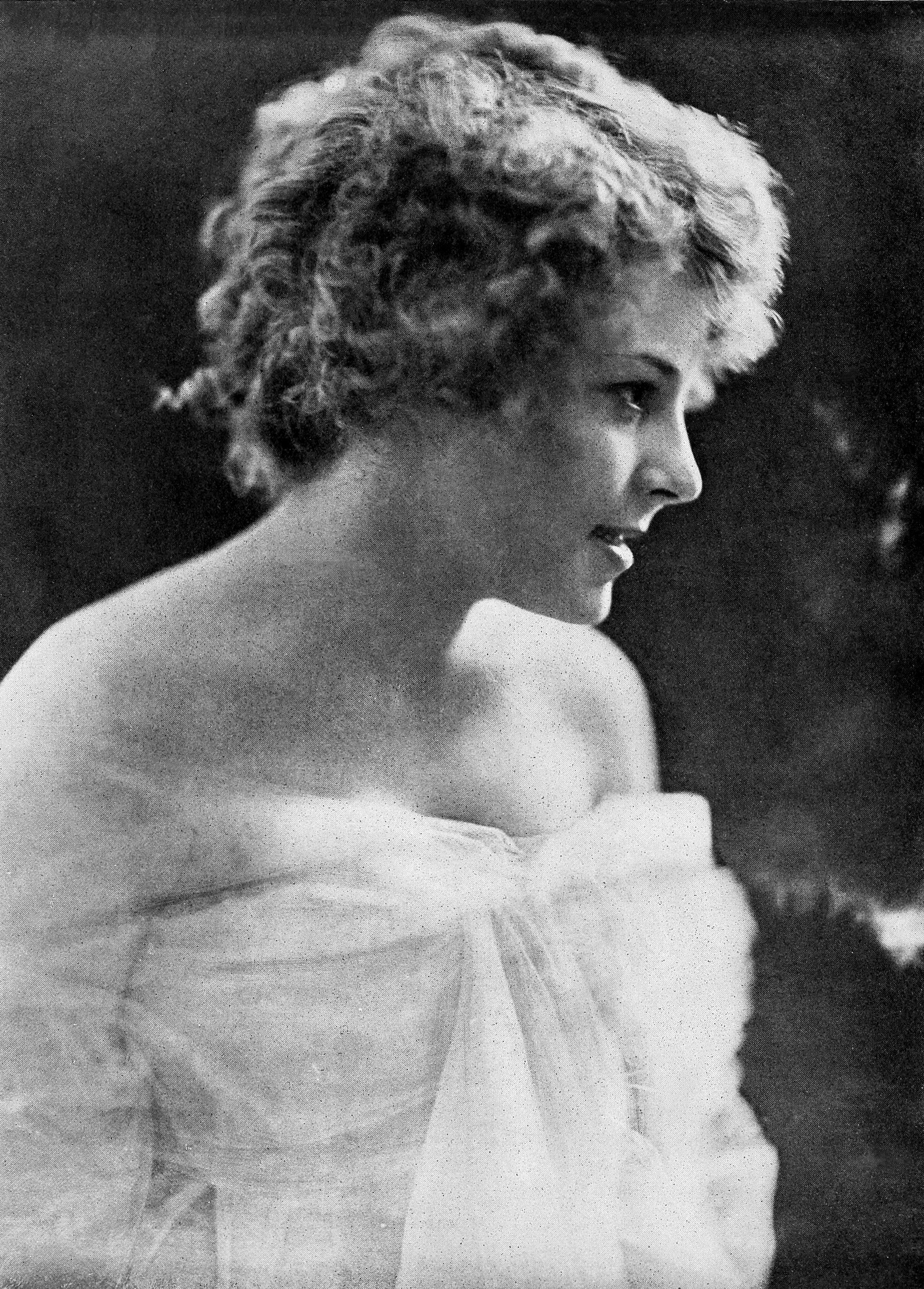
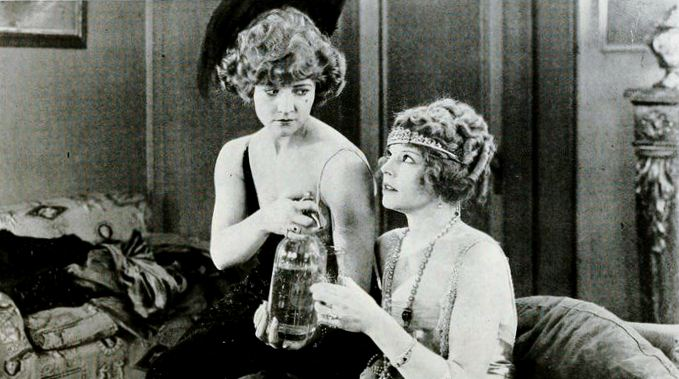
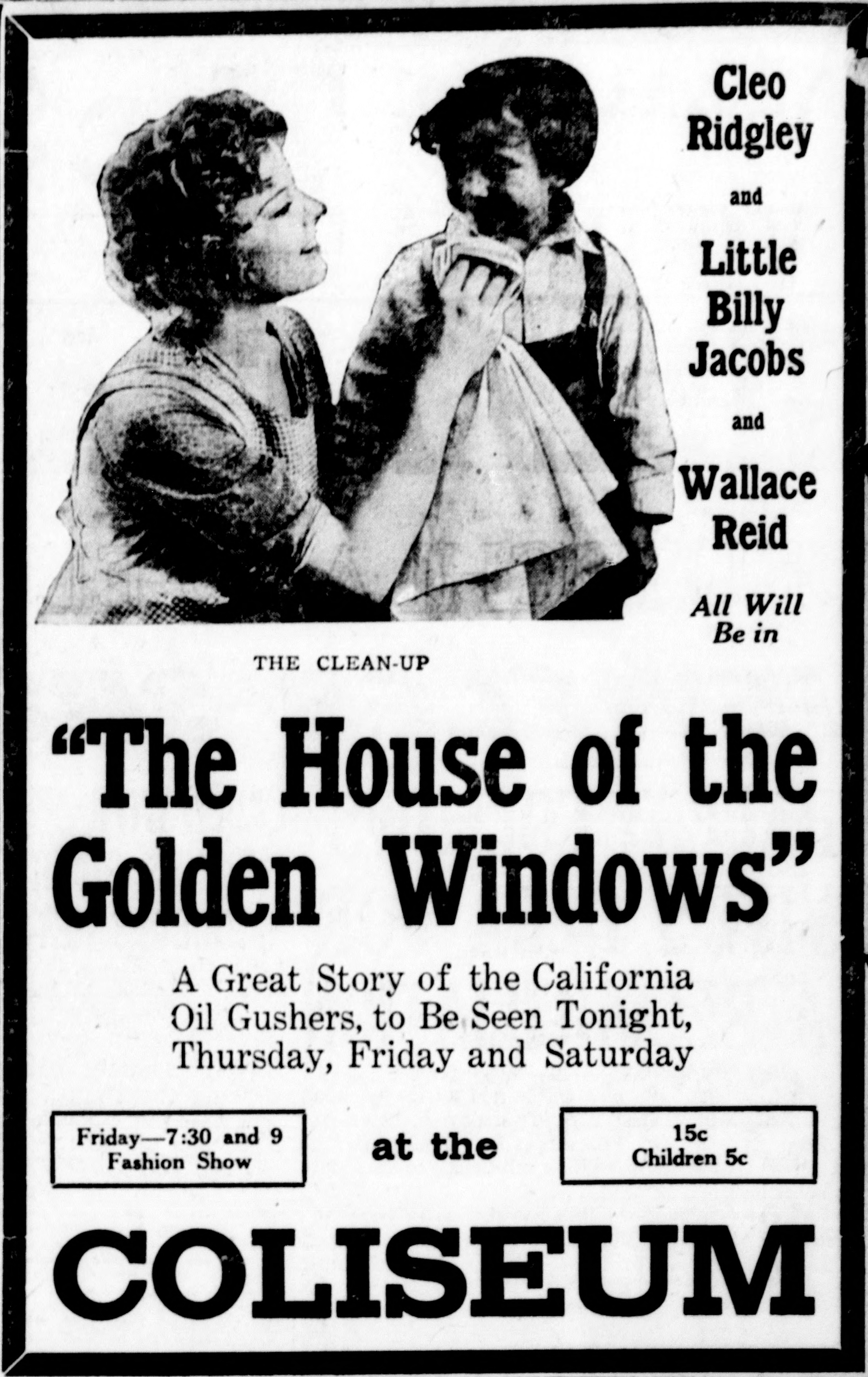

## Source de la traduction
- (en) Cet article est partiellement ou en totalité issu de l’article de Wikipédia en anglais intitulé « Cleo Ridgely » (voir la liste des auteurs).